# قشلاق زينال كندي
قشلاق‌ زينال‌ كندي هي قرية في مقاطعة مياندوآب، إيران. يقدر عدد سكانها بـ 109 نسمة بحسب إحصاء 2016.